# Éditions du Rocher
Pour les articles homonymes, voir Le Rocher.
Les Éditions du Rocher (ou Le Rocher) est une marque d'édition fondée le 1er novembre 1943 à Monaco. Elle appartient à la société Elidia.

## Historique
Les éditions du Rocher sont fondées en 1943 par le journaliste devenu éditeur Charles Orengo (d) (1913-1974), le premier ouvrage sort des presses en janvier 1944. Quelques semaines plus tard, sort La Passion de Joseph Pasquier de Georges Duhamel. Par la suite, vers 1950, Orengo est nommé directeur littéraire aux éditions Plon.
Au début des années 1960, cette société est liée en participation à l'Union financière de Paris dirigée par Gilberte Beaux. En 1965, le groupe des Presses de la Cité reprend à l'Union financière de Paris l'ensemble de ses participations dans l'édition, dont au Rocher — de fait, les deux groupes sont liés par un accord actionnarial, qui mènera à la formation de la Générale occidentale.
En 1984, Jean-Paul Bertrand est nommé président du Rocher : il rachète la maison aux Presses de la Cité en décembre 1987. En septembre 1992, c'est le rachat des Éditions Renaudot et Compagnie, puis en septembre 1995, des Éditions Le Mail, et enfin en mai 1997, des éditions Anatolia.
Le 5 novembre 2001, le prix Renaudot est attribué à Céleste de Martine Le Coz publié au Rocher. En septembre 2002, a lieu le rachat des Éditions André Silvaire.
En février 2004, c'est le rachat des éditions Le Serpent à plumes, fondées par Pierre Astier en 1988 sous la forme d'une revue littéraire.
Les éditions du Rocher sont revendues le 24 mai 2005 aux Éditions Privat avec une participation des éditions Gallimard, puis intégrées au sein du groupe Laboratoires Pierre Fabre. En 2009, elles sont revendues aux Éditions Desclée de Brouwer (groupe Parole et Silence).
En octobre 2012, les Éditions Desclée de Brouwer et Le Rocher sont placées en redressement judiciaire. 
Tandis que les éditions Le Serpent à Plumes sont rachetées en 2013-2014 par Pierre Bisiou et Xavier Belrose, les autres marques et fonds sont rachetés par les Éditions Artège en mars 2014.
Artège devient le groupe Elidia (Éditions Artège, Le Rocher et Desclée de Brouwer) en novembre 2016.